# 페라라
페라라(이탈리아어: Ferrara)는 이탈리아 북부 에밀리아로마냐주에 있는 도시이다. 인구 133,266(2007).
에밀리아로마냐 주 북부, 포강 하류에 위치한다. 시는 753년에 건설된 것으로 추정되는데, 이탈리아의 다른 도시에 비해서는 역사가 짧은 편이다. 13세기부터 에스테 가의 후원으로 발전하기 시작하여, 르네상스 시대의 중요한 문화중심지의 하나로 크게 번창하였다. 또 이때 포 강 하류 삼각주가 매립되고, 계획적인 도시건설이 이루어져, 유럽 최초의 근대도시로 알려지게 되었다. 르네상스 시대의 역사적인 건축물이 많으며, 도시 중심부의 르네상스 시대의 건축물과 포 강 하류 삼각주는 유네스코(UNESCO)에서 지정한 세계문화유산으로 등록되었다. 특히 에스테 성과 대성당이 유명하다.
그러나 1589년 교황령에 속하게 된 후 쇠퇴하였으며, 1860년 이탈리아 왕국에 통합되었다. 19세기 후반부터 북부 이탈리아의 교통의 중심지로 다시 발전하였다. 볼로냐, 파도바, 베네치아, 라벤나로 통하는 철도가 교차한다. 포강 하류 유역의 늪 지대를 매립하여 비옥한 농지가 생겼으며, 부근에서 생산되는 농산물의 집산지이다.